# Production en continu

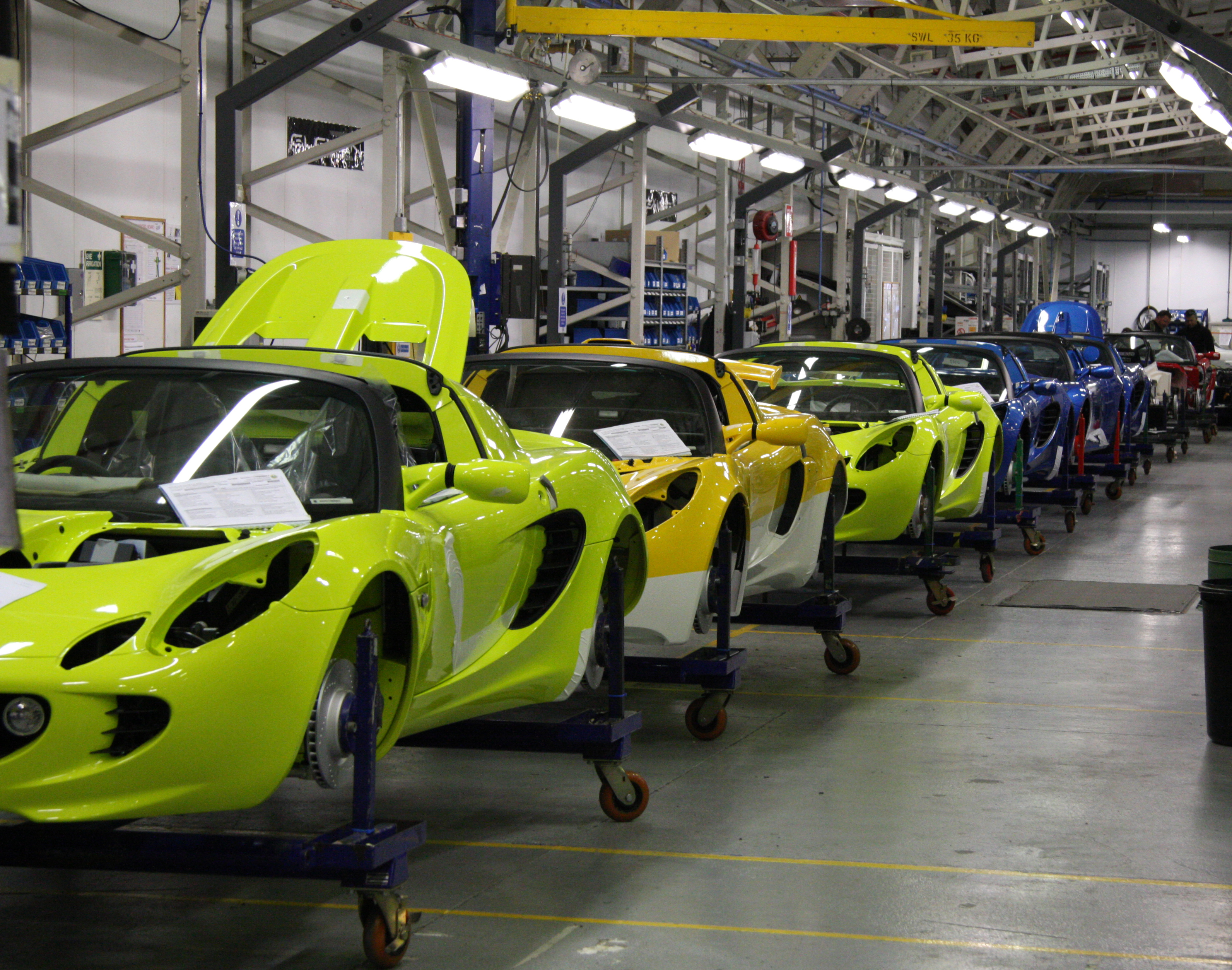
Chaine d'assemblage de la marque Lotus

La production en continu est un mode de production industriel destiné à fabriquer, construire ou traiter des matériaux sans interruption.

## Histoire
À l'heure de la révolution industrielle, dans la course à l'industrialisation, deux secteurs précèdent les autres: le textile et la sidérurgie. Dans le textile la Water frame de Richard Arkwright, dans la sidérurgie, les nouveaux fours Hoffmann, autorisent la production en continu.
Les premières usines où le travail est mécanisé sont construites, dans le but d'organiser des machines : l'ouvrier, lui devient un employé.
La production s'y fait en série et en continu, une nouvelle organisation du travail s'y opère qui n'est plus liée aux cycles du jour et de la nuit depuis que les ateliers sont éclairés au gaz d'éclairage.
Le développement des moyens de transport et surtout le chemin de fer, fait communiquer des régions et des pays qui doivent soudain harmoniser leurs heures. Le tic-tac des horloges donne le rythme et trouve un écho dans le tic-tac des machines. Désormais, le temps de l'ouvrier se calque sur le rythme de l'usine.

## Production en continu aujourd'hui
Au XXIe siècle, elle est principalement utilisée dans les industries pétrochimiques et gazières. Elle est aussi utilisée pour la synthèse de l'ammoniac, l'un des plus importants produits chimiques par la masse.
Dans l'industrie du verre, les produits de différentes épaisseurs sont traités en continu. Lorsque le verre liquide sort des fournaises, des appareils le façonnent de différents côtés, et peuvent le compresser ou l'étendre. Ce traitement permet de produire des rubans de différentes largeurs et de différentes épaisseurs.
Dans la production en continu, les transformations sont effectuées alors que les matériaux circulent, tandis que dans la production par lot, les transformations surviennent dans des récipients fermés.